# Caste de Murols
Caste de Murols en alguns llocs anomenat Aroldo, Arnaldo, Arnoldus i fins i tot Gastó fou el sisè Mestre de l'Hospital. Va succeir en el càrrec a Gilbert d'Aissailly. Era el tresorer en temps de l'antic mestre i fou designat per aquest a ocupar el magisteri el 1170 i hi va estar fins al 1172.
D'ell en sabem molt poques coses, possiblement era originari de la península Ibèrica i va regir molt poc temps l'orde, només dos anys, cosa que implica que va tenir poca intervenció en la gestió d'aquesta.